# Karas (regija)
Karas je jedna od trinaest regija u Namibiji. Središte regije je grad Keetmanshoop.

## Zemljopis
Karas je najveća i najjužnija namibijska regija. Na jugu i istoku graniči s južnoafričkom regijom Northern Cape dok na sjeveru graniči s regijom Hardap

## Stanovništvo
Prema popisu stanovništva iz 2001. godine regija Karas je imala 69.329 stanovnika, dok je prosječna gustoća naseljenosti 0,5 stanovnika na km². Od ukupne populacije 32.346 su žena i 36.976 muškaraci, 114 muškaraca na svakih 100 žena. Rast stanovništva po godišnjoj stopi iznosi 1,3%, stopa fertiliteta je 3,1 dijete po ženi. 54% stanovništva je živjelo u urbanim područjima, dok 46% živi u ruralnim područjima.

## Vanjske poveznice
- Regionalno vijeće